# Robin Recht
Pour les articles homonymes, voir Recht (homonymie).
Robin Recht est un dessinateur de bande dessinée, né le 3 novembre 1974 en Bourgogne.

## Biographie
Robin Recht fait ses études aux Arts décoratifs de Paris, où il rencontre Grégory Maklès et Gabriel Delmas. C'est avec eux que seront réalisés ses deux premiers albums. En 2002, après avoir travaillé dans l'univers du jeu de rôles, il entame une carrière dans la bande dessinée en signant chez Soleil Le Dernier Rituel, avec Grégory Maklès. Parallèlement, il réalise des illustrations pour les deux collectifs Vampires, aux éditions Carabas.
En 2005 a lieu la parution, aux Humanoïdes Associés, d'Acte I, premier tome du diptyque Totendom, dont le scénario est signé Gabriel Delmas.
En 2023, pour le Lombard, il signe son premier scénario avec la nouvelle série Thorgal Saga dans un format long (108 pages). Elle s'intéresse à Thorgal âgé de soixante-dix ans, après la mort d'Aaricia.

## Albums
- Le Dernier Rituel, scénario de Grégory Maklès, Soleil Productions
  1. La prophétie des Amants, 2002[2]
- Totendom, scénario de Gabriel Delmas, couvertures d'Alex Alice, Les Humanoïdes associés :
  1. Acte I[1], 2005
  2. Acte II, 2007
- Le Troisième Testament - Julius, scénario de Xavier Dorison, Glénat, 2010
- Notre Dame, scénario de Jean Bastide, Glénat : 
  1. Le Jour des fous[3] (2012)
  2. Ananké (2014)
- Elric, Glénat
  1. Le Trône de rubis[4], scénario de Julien Blondel, dessin de Didier Poli et Robin Recht, 2013
  2. Stormbringer[5], scénario de Jean-Luc Cano et Julien Blondel, dessin de Didier Poli, Julien Telo et Robin Recht, 2014
  3. Le Loup blanc, scénario de Jean-Luc Cano et Julien Blondel, dessin de Julien Telo et Robin Rech, 2017
- Désintégration, de Matthieu Angotti et Robin Recht, éd. Delcourt (2017)
- Conan le Cimmérien, Glénat

4. La Fille du Géant du Gel (scénario et dessin), avec Fabien Blanchot (couleur), préface de Michael Moorcock, Glénat (2018)
- La cage aux cons[7],[8], de Matthieu Angotti et Robin Recht, éd. Delcourt (2020)
- Adieu Aaricia (scénario et dessin), premier album de Thorgal Saga, le Lombard (2023).